# Внутриаортальная баллонная контрпульсация

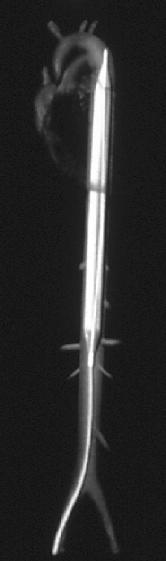
Внутриаортальный баллонный контрпульсатор

Внутриаортальная баллонная контрпульсация (ВАБК) — медицинская методика, которая применяется при кардиогенном шоке у больных с острой левожелудочковой недостаточностью и заключается в механическом нагнетании крови в аорту с помощью специального медицинского оборудования (насоса) во время диастолы, что способствует увеличению кровотока в коронарных артериях и обеспечивает временную поддержку насосной функции желудочка.

## История
Сложно сказать, когда впервые была упомянута методика внутриаортальной баллонной контрпульсации: есть сведения о том, что о ней уже было известно в 1958, когда метод описали R.H. Clauss с соавт, однако некоторые исследователи считают, что первые сведения о предварительных исследованиях внутриаортальной баллонной контрпульсации были описаны в 1961 г. S. Moulopoulos и сотрудниками , которые впоследствии опубликовывали метод в Американском кардиологическом журнале за май 1962 г . Но большинство из них согласны с тем, что первое успешное клиническое применение метода было продемонстрировано A. Kantrowitz и соавт. в 1968 г. Внутриаортальная баллонная контрпульсация была успешно пропагандирована у 45-летней женщины, перенесшей инфаркт миокарда и находившейся в гипотензии, коме и анурии в тяжелом кардиогенном шоке. К началу 1970-х и позже серии успешно леченных пациентов с кардиогенным шоком (команда Kantrowitz лечила 30 пациентов) было убедительно обещано, что ВАБК будет полезна при остром низком сердечном выбросе после левожелудочковой недостаточности.
Buckley et al. рассмотрели гемодинамические преимущества ВАК и сообщили о результатах лечения первых восьми пациентов с кардиогенным шоком и подтвердили, что надувание баллона в диастолу увеличивает коронарную перфузию, а сдувание непосредственно перед систолой заметно снижает сопротивление выбросу левого желудочка и тем самым снижает работу сердца и потребление кислорода миокардом.
Mundth и коллеги сообщили еще в 1970 г. о пациенте, перенесшем кардиогенный шок после инфаркта миокарда, который был стабилизирован с помощью внутриаортальной баллонной контрпульсации; впоследствии была проведена реваскуляризация коронарных артерий, и с помощью баллонной помпы восстановление прошло без осложнений. Это был первый отчет, в котором применение внутриаортальной баллонной контрпульсации успешно распространялось на поддержку сердечной недостаточности после операций на коронарных артериях.
Jacobey et al., следуя принципам контрпульсации, в 1971 г. сообщили об обнадеживающих результатах лечения кардиогенного шока у 18 пациентов с помощью контрпульсации с использованием восходящей аортальной канюли. Введение поддержки ВАК с последующей нормализацией конечно-диастолического давления в левом желудочке и в левом предсердии привело к увеличению ударного объема и фракции выброса, улучшению коронарного и периферического кровотока и, следовательно, тканевой перфузии. Они пришли к выводу, что внутриаортальная баллонная накачка является эффективным средством поддержки кровообращения при условии, что она используется на ранних стадиях коронароокклюзии - инфаркта миокарда - острой левожелудочковой недостаточности, но при более тяжелых положениях эффективность падала, как и сердечный выброс.
Кракауэр и др. в начале 1971 г. сообщили об опыте применения внутриаортального баллона в 30 случаях лечения кардиогенного шока вследствие острого инфаркта миокарда, рефрактерного к общепринятому фармакологическому лечению. Они заявили, что контрпульсация может благотворно влиять на гемодинамические измерения. Желудочковое конечно-диастолическое давление может быть снижено, тем самым снижая напряжение миокарда с пропорциональным снижением потребления кислорода миокардом. Коронарное артериальное перфузионное давление повышено, что вместе со снижением напряжения миокарда и уменьшением времени систолического выброса позволяет усилить коронарный кровоток, что говорило о возрастании шансов на успех у пациентов.
В 1972 г. Брегман и его коллеги разработали двухкамерный баллон, состоящий из большого проксимального и маленького дистального баллона, который надувался первым. Идея состояла в том, чтобы блокировать дистальный кровоток и увеличить кровоток проксимальнее к мозгу и коронарным артериям. Разработка катетеров и баллонов из полиуретанового материала позволяет проводить длительные периоды контрпульсации. В 1973 г. две разные группы сообщили об успешном использовании ВАБК у пациентов, которых не удалось вывести из искусственного кровообращения.
Таким образом, поддержка ВАБК открыла новую эру в периоперационном ведении пациентов с желудочковой дисфункцией во время операций на сердце. К 1976 г. более 5000 пациентов с посткардиотомическим низким сердечным выбросом получили лечение ВАБК в США без необходимости хирургической вырубки.

## Методика
1. Через бедренную артерию вводится устройство с полиуретановым баллоном;
2. Баллон проводится вверх до дуги аорты под рентгенологическим контролем и устанавливается ниже левой подключичной артерии;
3. Путём периодического раздувания и сдувания баллончика в соответствии с фазами сердечного цикла, обеспечивается временная поддержка насосной функции сердца.

## Показания
- Кардиогенный шок в результате инфаркта миокарда;
- Нестабильная стенокардия;
- Состояния после кардио-хирургических операций;
- Предоперационная подготовка у пациентов высокого риска;
- Чрескожная коронарная ангиопластика и др.

## Противопоказания

### Абсолютные
- Тяжелая недостаточность аортального клапана;
- Разрыв аорты;
- Тяжелый тромбоз подвздошной артерии.

### Относительные
- Наличие сосудистых протезов в аорте;
- Аневризма аорты;
- Трансплантаты аорто-бедренного сегмента.

## Возможные осложнения
- Ишемия нижней конечности во время введения баллона через бедренную артерию;
- Окклюзия почечной артерии и поражение почки при размещении баллона слишком дистально от дуги аорты;
- Эмболия головного мозга;
- Инфекционные осложнения;
- Разрыв аорты или подвздошной артерии;
- Попадание в кровоток мелких тромбов, образовавшихся на поверхности баллона, после его извлечения.
- Может привести к тромбозам периферических органов.

## Аппаратура
С 1970 года создано множество вариантов аппаратов для проведения ВАБК. В настоящее время в клинической практике используют системы AutoCAT 2 WAVE (Arrow), CS300 (MAQUET (ex. Datascope), Cardiosave (MAQUET) и iPulse (Abiomed). Последний аппарат в России не представлен.